# Orgilus levis
Orgilus levis är en stekelart som beskrevs av Muesebeck 1970. Orgilus levis ingår i släktet Orgilus och familjen bracksteklar. Inga underarter finns listade i Catalogue of Life.